# István Thomán
István Thomán (* 4. November 1862 in Homonna, Königreich Ungarn; † 22. September 1940 in Budapest) war ein ungarischer Pianist und Musikpädagoge.

## Leben und Wirken
Thomán studierte von 1881 bis 1885 an der Franz-Liszt-Musikakademie in Budapest bei Ferenc Erkel, Sándor Nikolits und Robert Volkmann. 1883 besuchte er Franz Liszts Klavierklasse und erhielt das Privileg, ihm als Schüler nach Weimar und Rom folgen zu können. Von 1889 bis 1907 unterrichtete er selbst an der Musikakademie, danach leitete er in Budapest eine private Musikschule.

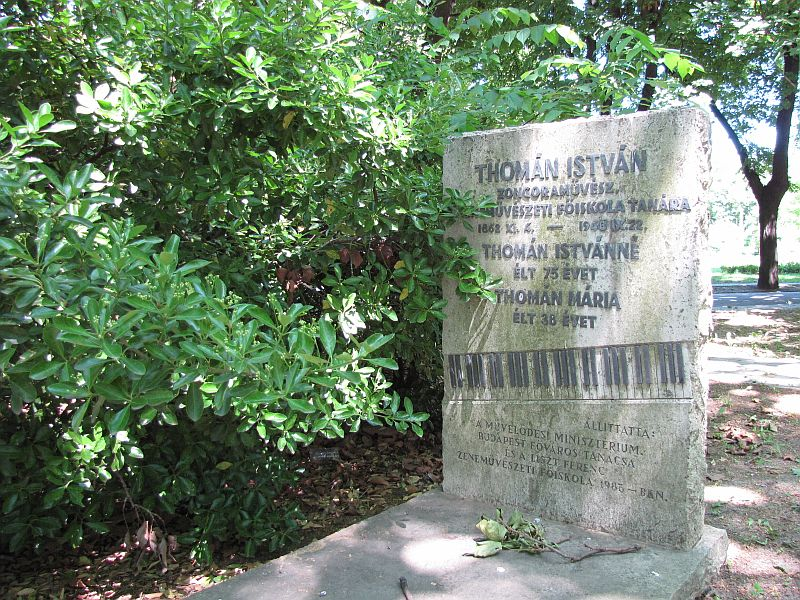
Grabstätte der Familie Thomán auf dem Kerepesi temető

Zu seinen Schülern zählen neben Béla Bartók, Ernő Dohnányi, Ferruccio Busoni, Arnold Székely und György Cziffra u. a. Frigyes Reiner, Iván Engel, Imre Ungár, Emil Ábrányi, Béla Várkonyi, Elek Radó, Mihály Hajdú und Mária Weigl. 1906 veröffentlichte er unter dem Titel Grundlage der Klaviertechnik – Tägliche Studien zur Aneignung einer gleichmässigen und virtuosen Spielart ein sechsbändiges Kompendium der Klaviertechnik, das bis zur Gegenwart  als Studienwerk zum Einsatz kommt. Daneben war Thomán europaweit als Klaviersolist und Kammermusiker angesehen. Aus seiner Jugendzeit sind auch einige Klavierkompositionen erhalten.
Seine Frau Valerie war eine erfolgreiche Sängerin und gab frühe Aufführungen von Werken von Zoltán Kodály und Béla Bartók. Ihre Tochter Mária, Schülerin von Jenő Hubay, Ferenc Vecsey und Károly Flesch gab als Soloviolinistin und Kammermusikerin Konzerte in vielen Ländern Europas.